# Orquestra Sinfônica Jovem de São Francisco
A Orquestra Sinfônica Jovem de São Francisco é reconhecida internacionalmente como a melhor orquestra jovem do mundo. Fundada em 1981, os músicos são escolhidos entre mais de trezentos candidatos, anualmente. A finalidade da orquestra é proporcionar uma experiência orquestral de calibre pré-profissional, insetos de propinas, para jovens músicos talentosos. Os mais de cem músicos tem entre doze e vinte e um anos de idade. Os ensaios da orquestra acontecem no Davies Symphony Hall sob a direção do maestro e diretor musical Benjamin Shwartz, que está na orquestra desde 2005. O primeiro diretor musical da orquestra foi Jahja Ling, seguido por  Leif Bjaland, Alasdair Neale e Edwin Outwater. 
Os jovens músicos também tem a oportunidade de trabalhar sob a regência dos maiores maestros, como Michael Tilson Thomas, Herbert Blomstedt, Kurt Masur, Valery Gergiev, Leonard Slatkin, Yo-Yo Ma, Isaac Stern, Yehudi Menuhin, Vladimir Ashkenazy, Midori, Joshua Bell, Gil Shaham, Sarah Chang, entre tantos outros.
A orquestra já apresentou-se em turnês pela Europa (Itália, Alemanha, Rússia, França, Espanha, Holanda, Praga) e pela Ásia.